# 池本正夫
池本 正夫（いけもと まさお、1920年（大正9年）9月13日 - 2001年（平成13年）5月26日）は、昭和から平成時代の政治家。京都府宇治市長。

## 経歴
宇治市出身。莵道青年学校卒業。
宇治市議会議員4期、1973年（昭和48年）市議会議長、1977年（昭和52年）宇治商工会議所副会頭を経て、1980年（昭和55年）以来、宇治市長に4選。1996年（平成8年）引退した。
2001年（平成13年）5月26日、胃がんのため京都府宇治市の病院で死去した。

## 栄典
勲章等
- 1997年（平成9年） - 勲三等瑞宝章[1]